# Légy szép és tartsd a szád!
Légy szép és tartsd a szád! (Sois belle et tais-toi) 1958-ban bemutatott fekete-fehér francia bűnügyi filmvígjáték, Marc Allégret rendezésében, William O’Farrell amerikai író 1952-ben kiadott Walk the Dark Bridge (The Secret Fear) című bűnügyi novellája alapján, Mylène Demongeot, Henri Vidal, Jean-Paul Belmondo és Alain Delon főszereplésével.

## Cselekmény
Virginie Dumayet (Mylène Demongeot) tizenhét éves, kiskorú árva artistalány. Többször megszökött a nevelőintézetből, a rendőrség elfogja, ismét visszaviszik. Éjszaka megszökik egy Olga nevű lánnyal együtt, aki befogadja kiskaliberű csibész bandájába. Egy éjszaka ismeretlen fegyveresek kirabolnak egy ékszerboltot az előkelő párizsi párizsi Vendôme téren. A rendőrség a hírhedt „Nagy Károly” gengsztert sejti a háttérben. Az ifjú Jean Morel rendőrfelügyelő (Henri Vidal) nyomoz az ügyben.
Virginie és barátai ellopnak egy autót, de a járművet nemrégen az ékszerrabláshoz használták. Virginie-t letartóztatják, és a rablásban való bűnrészességgel vádolják. Jean Morel felügyelő őrizetben lévő gyanúsítottnak adja ki magát és megszökteti Virginie-t, hogy a bizalmába férkőzzön. Botrány keletkezik, Morel inkább feleségül veszi Virginie-t, hogy ne kelljen lecsukatnia. Virginie megtudja, hogy Morel rendőr, erősen méltatlankodik, hogy átverték, de közben ő is beleszeret Jean-ba és hozzámegy feleségül.
Múltját azonban nem hagyhatja maga mögött. Olga és haverjai, Loulou (Alain Delon) és Pierrot (Belmondo), akik fényképezőgépek csempészésével foglalkoznak az orgazda Raphaël úr (René Lefèvre) megbízásából, a nászútra induló Virginie segítségét kérik, hogy átjussanak a svájci határon. A fiúk nem tudják, hogy Raphaël rablott ékszerek eladásában is „utazik”, és a Vendôme téri ékszerrablásból származó gyémántokat – a csempészek tudta nélkül – az egyik fényképezőgépbe rejtette el. A gépet Virginie viszi magával. Közben Raphaël túl magas részesedést követel Nagy Károlytól (Roger Hanin), a gengszter agyonlövi. A gyémántokat rejtő fényképezőgép Virginie-től visszakerül a rendőrségi irodába. Morel és Jérôme felügyelők véletlenül megtalálják az elrejtett gyémántokat, és kicserélik azokat olcsó utánzatokra. Olga elmondja Virginie-nek, hogy látta a gyilkost, aki lelőtte Raphaëlt. Virginie az áldozat lakására siet, hogy eltüntesse az Olgáékhoz vezető nyomokat. Itt Nagy Károlyba botlik, aki Raphaël ügyvédjének mondja magát és Virginie mindent elmond neki, amit nem volna szabad.
Nagy Károly és emberei elrabolják Olgát, akinek életéért a gyémántokat követelik. Virginie suttyomban elhozza férje irodájából a fényképezőgépet, emiatt Morel azt hiszi, Virginie is a gengszter bűntársa. Nagy Károly a hatalmába keríti Virginie-t, és az ő elfogására érkező Morel felügyelőt is. Amikor rájön, hogy az igazi gyémántokat kicserélték, Nagy Károly kínzással és halállal fenyegeti foglyait. Olga barátai Morel segítségére sietnek: Loulou tűzharcba keveredik a gengszterekkel, Pierrot riasztja a rendőröket. A gengsztert tűzharcban lelövik, a foglyokat kiszabadítják, Virginie mindent bevall férjének. Kiderül az igazság, Jean belátja, hogy felesége sose volt a nagy gengszter bűntársa, csak apró stiklikben vétkes. Nagy Károly embereit letartóztatják, Olga és barátai szabadon elmehetnek, Virginie és Jean között helyreáll a házastársi bizalom és békesség. A szerelmes Jean csak annyit kér Virginie-től: „Mindig légy szép de tartsd a szád!”

## Szereposztás
| Szerep                                | Színész            | Magyar hangja (1. szinkron) | Magyar hangja (2. szinkron) |
| ------------------------------------- | ------------------ | --------------------------- | --------------------------- |
| Jean Morel felügyelő                  | Henri Vidal        | Bárdy György                | Trokán Péter                |
| Virginie Dumayet (Dumaillet)          | Mylène Demongeot   | Váradi Hédi                 | Zsíros Ágnes                |
| Olga Babitcheff                       | Béatrice Altariba  | Békés Rita                  | Kútvölgyi Erzsébet          |
| Loulou, Olga pasija                   | Alain Delon        | Tordy Géza                  | Rékasi Károly               |
| Pierrot, Olga bandájának tagja        | Jean-Paul Belmondo | N/A                         | Böröndi Tamás               |
| Prudence, Pierrot barátnője           | Anne Collette      | N/A                         | Farkasinszky Edit           |
| Monsieur Raphaël fotós, orgazda       | René Lefèvre       | N/A                         | Kaló Flórián                |
| Jérôme felügyelő                      | Darry Cowl         | Kaló Flórián                | Usztics Mátyás              |
| Gotterat főfelügyelő                  | Robert Dalban      | N/A                         | Kun Vilmos                  |
| „Nagy Károly” (Charlemagne) gengszter | Roger Hanin        | N/A                         | Ujlaki Dénes                |
| Gino, Nagy Károly jobbkeze            | François Darbon    | N/A                         | Ujréti László               |
| Jean Morel nagymamája                 | Gabrielle Fontan   | N/A                         | Szögi Arany                 |
| Nagy Károly sofőrje                   | André Thorent      | N/A                         | N/A                         |
| A Grévin múzeum őre                   | Roger Legris       | N/A                         | Komlós András               |
| Fogadós                               | Robert Bazil       | N/A                         | N/A                         |
| Anna nővér, apáca                     | Suzanne Nivette    | N/A                         | Győri Ilona                 |

- További magyar hangok (1 szinkron): Budai István, Garics János, Prókai István, Szakáts Miklós, Törőcsik Mari; (2. szinkron) Dobránszky Zoltán.

## Érdekesség
- A film forgatása közben a 23 éves, kezdő színész, Alain Delon kölcsönvette Pascal Jardin dramaturg Renault 4CV személyautóját. A Saint-Cloud-alagútban nekiment egy forgalomterelő elemnek, az autó összetört.[5] Delon kisebb karcolásokkal megúszta. Az álla alatt szerzett sebhely nyoma tartósan megmaradt, a későbbi sztár arcának sajátos, jellegzetes vonásává vált.